# John W. Boyle

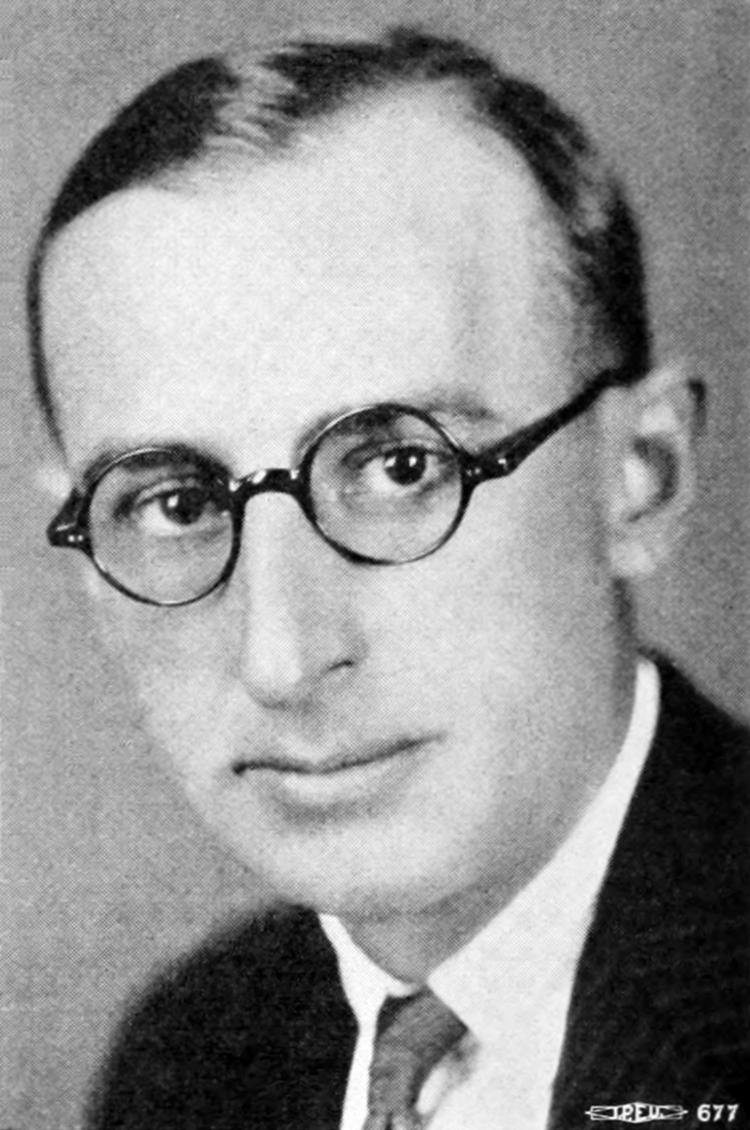
John W. Boyle (1931)

John W. Boyle (* 1. September 1891 in Memphis, Tennessee; † 28. September 1959 in Hollywood, Kalifornien) war ein US-amerikanischer Kameramann.

## Leben
Boyle war ab 1915 als eigenständiger Kameramann und tätig und war bis einschließlich 1957 an mehr als 150 Produktionen beteiligt. Neben zahlreichen Kurzfilmen war er ausschließlich bei Kinoproduktionen tätig. Er ging nicht zum Fernsehen. 1916 sowie 1917 war er jeweils einmal in kleinerer Rolle als Schauspieler zu sehen.
Von 1928 bis 1929 war er Präsident der American Society of Cinematographers.

## Filmografie (Auswahl)
- 1925: Zwei Personen suchen einen Pastor (Excuse Me)
- 1926: Wien bleibt Wien (The Greater Glory)
- 1928: Wolkenkratzer (Skyscraper)
- 1936: Das singende Land (Land Without Music)
- 1942: Helden im Sattel (Ride 'Em Cowboy)
- 1942: There’s One Born Every Minute
- 1942: Así se quiere en Jalisco
- 1943: Jack London
- 1944: The Bridge of San Luis Rey
- 1944: Song of the Open Road
- 1948: Fräulein Wildfang (Mickey)
- 1948: Silberkönig (Northwest Stampede)
- 1952: Sabotage (Carson City)
- 1957: Ein Kerl wie Dynamit (The Restless Breed)